# Efferia sicyon
Efferia sicyon är en tvåvingeart som först beskrevs av Walker 1849.  Efferia sicyon ingår i släktet Efferia och familjen rovflugor. Inga underarter finns listade i Catalogue of Life.